# Mertrud
Mertrud ist eine französische Gemeinde mit 182 Einwohnern (Stand: 1. Januar 2022) im Département Haute-Marne in der Region Grand Est (vor 2016 Champagne-Ardenne). Die Gemeinde gehört zum Arrondissement Saint-Dizier, zum Kanton Joinville und zum Gemeindeverband Bassin de Joinville en Champagne.

## Geographie
Mertrud liegt 15 Kilometer südlich des Lac du Der-Chantecoq und etwa 24 Kilometer südsüdwestlich von Saint-Dizier. Umgeben wird Mertrud von den Nachbargemeinden Bailly-aux-Forges im Norden und Nordosten, Dommartin-le-Saint-Père im Süden und Osten, Sommevoire im Westen und Südwesten, La Porte du Der im Westen sowie Laneuville-à-Rémy im Nordwesten.

## Bevölkerungsentwicklung
| Jahr                       | 1962 | 1968 | 1975 | 1982 | 1990 | 1999 | 2006 | 2018 |
| -------------------------- | ---- | ---- | ---- | ---- | ---- | ---- | ---- | ---- |
| Einwohner                  | 281  | 254  | 199  | 210  | 207  | 183  | 199  | 177  |
| Quellen: Cassini und INSEE |      |      |      |      |      |      |      |      |